# 파이살 2세

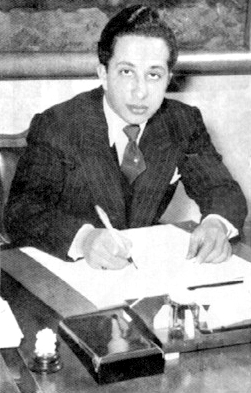
파이살 2세

파이살 2세(1935년 5월 2일 ~ 1958년 7월 14일, 아랍어: الملك فيصل الثاني, Fayṣal Ath-thānī)는 이라크 왕국의 3대 국왕이자 마지막 국왕으로 아브드 알카림 카심이 일으킨 7.14 혁명으로 가족들과 함께 살해당했고 이후 이라크의 군주제는 종말을 고했다.

## 생애

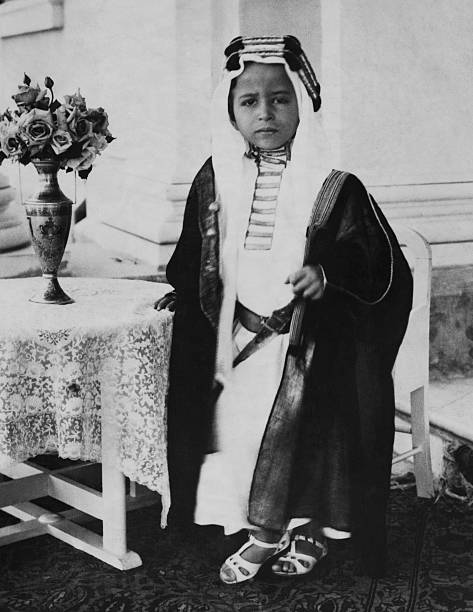
5살의 파이살 2세

이라크 왕국의 2대 국왕이던 가지 1세의 두 번째 아들로 1939년 4월 4일 아버지가 급작스런 교통사고로 죽자 1953년까지 그의 삼촌 아브드 알일리가 국정을 대신 맡았다.
제2차 세계 대전이 발발하자 친독일 정책을 폈다가 1941년 4월 영국-이라크 전쟁을 이끌다가 쿠데타로 인해 실각했고 이후 왕궁에서 시간을 보냈다. 1948년 영국-이라크 조약과 1955년 바그다드 조약을 통해 실권을 되찾고 1952년 측근들과 함께 미국을 방문해 해리 S. 트루먼 대통령과 딘 애치슨, 영화 배우 제임스 메이슨, 재키 로빈슨 등을 영접했다.
1953년 5월 2일부터는 직접 국정을 담당했으며 초기에는 그의 삼촌 아브드 알일리와 누리 알사이드가 총리를 역임하며 조언을 했고 1950년대부터 원유 국유화로 점점 더 빠르게 성장하는 중산층과 농민들을 위한 개발 프로젝트에 국가 재산을 투자하기로 결정했다.
하지만 이 과정에서 정권과 농민, 노동자간의 양극화로 이라크 공산당이 영향력을 증가시키고 특히 1952년 이집트에서 가말 압델 나세르가 일으킨 쿠데타로 큰 자극을 받았으며 1958년 2월 1일 이집트와 시리아가 연합해 아랍 연합 공화국을 탄생시키자 2월 14일 이라크도 요르단과의 연맹 조약을 맺었다.
이러한 상황에서 1958년 여름 요르단의 국왕 후세인 1세가 레바논 위기로 인해 군사 지원을 요청하자 이에 파병되는 이라크군을 이끌던 육군 장교 아브드 알카림 카심이 7월 14일 바그다드로 방향을 돌려 7.14 혁명을 일으켰다. 혁명군은 아무 저항 없이 파이살 왕과 왕실 근위대를 항복시켰다.
오전 8시 압둘 사타르 사바 알이보우시 소장이 파이살과 황태자이자 그의 삼촌인 아브드 알일리, 일리의 아내 하이얌 공주, 일리의 어머니 나프사 공주, 파이살의 이모 아바디야 공주와 그의 하인들을 비롯해 측근들을 끌고 와 무차별 폭행하고 총격을 가해 살해했다.
다음날 7월 15일에는 누리 알사이드 총리도 암살당하고 카심의 혁명군들에 의해 왕정이 폐지됐으며 이라크 공화국이 선포된다.

## 같이 보기
가지 1세
파이살 1세
7·14 혁명